# Калистрати
Калистрати (грч. Καλλιστράτι) је насељено место у општини Горуша у периферији Западна Македонија, Грчка. Према попису из 2021. године било је 8 становника.
Према бугарском географу и историчару, Василу Канчову, у Калистрату је 1900. године живело 100 Грка. Село су основали око 1800. године досељеници из Епира и Средишње Грчке.